# Pseudocomostola
Pseudocomostola là một chi bướm đêm thuộc họ Geometridae.